# Zoran Talić
Zoran Talić (23 de junio de 1990) es un deportista croata que compitió en atletismo adaptado. Ganó dos medallas en los Juegos Paralímpicos de Verano, plata en Londres 2012 y plata en Río de Janeiro 2016.

## Palmarés internacional
| Juegos Paralímpicos | Juegos Paralímpicos     | Juegos Paralímpicos | Juegos Paralímpicos   |
| Año                 | Lugar                   | Medalla             | Prueba                |
| ------------------- | ----------------------- | ------------------- | --------------------- |
| 2012                | Londres (Reino Unido)   | Medalla de plata    | Salto de longitud F20 |
| 2016                | Río de Janeiro (Brasil) | Medalla de plata    | Salto de longitud T20 |